# Безработица
Безработицата е налице, когато даден индивид, група хора са без работа, докато в същото време активно търсят такава . Безработицата се изразява в проценти или това е процентът на безработни към цялото население в трудоспособна възраст, тя е характерна за всички типове икономики, като обаче при някои видове икономики и в развиващите се или слабо развитите страни процентът може да бъде много голям. Например в социалистическата икономика процентът безработни може да е много нисък, но и средното заплащане също, докато при пазарна икономика средното заплащане може да е по-високо, но при по-голям брой безработни. Голямата безработица е характерна също и за икономическите кризи и рецесии.

## Измерване
Процентът на безработица е вид икономическо измерване. Начинът на определяне на безработицата за дадена страна, зависи от законодателството на съответната държава. Според Международната организация на труда „Повече от 197 милиона души глобално са без работа или 6% от световното население (работна сила) е без работа през 2012.“ 

### В България
Някои правителства прилагат статистически методи и похвати, които прикриват реалното ниво на безработица. Така например, в България за безработни се смятат лица от 16 г. до пенсионна възраст, които са регистрирани в бюрата по труда. От това следва, че всички, които по една или друга причина не са регистрирани (не са искали или с бюрократични методи им е била отказана регистрация) не се отчитат като безработни.
Според официалната статистика, равнището на безработица в България е: през 2000 г. около 18 %; към март 2007 г. е 8,92; към третото тримесечие на 2008 г. – 5,1%; към декември 2008 г. – 6,27%; към февруари 2012 г. – 12,6%.

#### Реална спрямо скрита безработица
Освен „официалната“ безработица, коректният анализ на пазара на труда в България обикновено отчита „реалната“ и „скритата“ безработица.
Реалната безработица обикновено е по-голяма от „официалната“, но в някои общини може да има и изключения: раздаваните социални помощи на „трайно безработни лица“ мотивират някои хора, които имат работа и доходи, да се регистрират като безработни. Скритата безработица представлява заемането на неподходяща работа от лице с по-висока квалификация: ако, например, преподавател в университет кара такси, Формално той има работа, но реално пазарът на труда не му позволява да реализира пълноценно работната си сила.

## Теории
Според Милтън Фридман съществува естествено равнище на безработицата (около 4 – 5%) и опитите за намаляването му водят до увеличаване на инфлацията.

## Видове безработица
Разграничават се различни форми на безработицата, обусловени от различни причини, като основно се различават следните три: текуща (фрикционна), структурна и циклична.

### Текуща (фрикционна)
Текущата безработица се дължи най-вече на смяна на работата. Тя е резултат от основните характеристики на пазарната икономика, трудовите пазари и от начина им на функциониране. Тя е особено характерна за специалистите в дадена област (софтуерна индустрия), които могат да сменят различни фирми за работа, в зависимост от по-добро заплащане или бонуси. Обикновено е от вида от 2 – 8 работни дни до 1 месеца. Следователно тя е временна за отделните субекти и краткосрочна по продължителност. Този вид безработица е валидна само в случаите, че даден индивид прекратява текущата си работа при налично предложение или договор за друга фирма. Тя не е предизвикана от неуравновесени състояния на трудовите пазари, а от същността на трудовия пазар и от начина, по който той функционира. Безработицата от този вид, не само че е неизбежна, но е и необходима за субектите на реалните трудови пазари. Тя играе позитивна роля: първо за работещите, защото им позволява да намерят по-доходоносно приложение на своя труд и второ за работодателите, доколкото улеснява избора на по-продуктивни работници.

### Структурна
Структурна безработица възниква, когато трудовият пазар не е способен да осигури работа за всеки, който желае, понеже има несъответствие между уменията на безработните и уменията, които са желани за наличните свободни места. Породена е от техническите промени в индустриите и от последвалите структурни изменения на производството и заетостта. Структурната безработица е трудно да се отдели от фрикционната, освен че разликата е, че е много по-продължителна. За разлика от фрикционната, наличните свободни позиции не могат да бъдат така лесно заети. Икономическата ефективност в дадена страна е подчинена на изискването работната сила и веществения капитал да се намират в технологично съответствие – на технологичните параметри на капитала да съответства труд в определено количество и качество. Действайки за определен период от време технологичното съответствие се нарушава и за да му противодействат предприятията се ориентират към внедряване на нова техника и технологии, които от една страна правят негодна за новите условия значителна част от работната сила, като я изтласкват извън производството, а от друга формират потребност от труд с нови качества, с което се предизвикват структурни изменения в заетостта. Възникването на нови производства и дейности води до остаряване на други такива, както и остаряване на цели професии, специалности и категории труд. То се съпровожда с изтласкване на работна сила от полето на труда и придаване структурен характер на безработицата. Освобождаването на работна сила обикновено има масов характер, защото обхваща големи контингенти от носителите на труд. Оттам идва и друго нейно название – технологическа безработица. От гледна точка на въздействието върху заетостта и работната сила техническият прогрес в едни от своите измерения причинява безработица, а в други при производство на нова продукция и услуги предизвиква откриване на нови работни места и нарастване на заетостта. Следователно може да се каже, че развитието на техниката и технологиите е причина за структурна безработица и същевременно е причина за повишаване на заетостта, но в определени технически области.

#### Сезонна безработица
Сезонната безработица може да се разглежда като вид структурна. Сезонната заетост е традиционна за земеделието, строителството и туризма, и отразява спецификата на тези производства, и услуги. Обикновено сезонните работници са носители на труд с по-ниска квалификация, работи се при лоши условия, нерегламентирано работно време и ниско заплащане. В много страни този вид заетост е патент на чуждестранни работници, пребиваващи законно или незаконно, които в собствената си страна биха получавали по-ниски доходи.

### Циклична (кейнсианска)
Цикличната безработица, също наричана кейнсианска, е налице, когато има дефицит на предлагането на работа за всички, които желаят да работят. Наречена е циклична, защото следва движението на икономическия цикъл и се появява при спад (рецесия) на икономиката, когато работните заплати и търсенето на труд започват да спадат едновременно. Голямата депресия от 1929 – 33 г., както и депресията от 1974 – 75 г. (на Запад), и последвалите рецесии в началото на 80-те (на Запад), както 90-те години в бившия социалистически блок са съпроводени от скок на безработицата, както в развиващите се, така и в почти всички индустриално развити страни, макар и в разлики в процентно съотношение. При финансова криза се появява цикличната безработица заради свиване на съвкупното търсене на стоковите пазари и последвало намаляване на производството и заетостта. Трудовите пазари, вместо чрез понижаване на работната заплата, често реагират чрез освобождаване на работна сила, защото заплатите са загубили своята гъвкавост в посока надолу.[необходимо е уточнение]

### Класическа
При класическата има свободни работни места, но работодателите не назначават поради наложените им законодателно високи работни заплати;

## Статистики за България
- Ученици в България, които решават да работят / да учат
- Учениците в чужбина, които решават да работят / да учат
- Ученици в България, които продължават да работят / да учат
- Учениците в чужбина, които продължават да работят / да учат